# Honeymoon Travels Pvt. Ltd.
Honeymoon Travels Pvt. Ltd. – indyjski film wyreżyserowany w 2007 roku przez debiutantkę Reema Kagti. Za produkcję odpowiedzialni są Farhan Akhtar oraz Ritesh Sidhwani. Tematem filmu jest miłość przedstawiona w historiach 6 par, które razem wyjeżdżają autobusem w zorganizowaną podróż poślubną z Mumbaju na Goa. Film stawia pytania o to, co przyciąga ludzi do siebie, co odpycha, jak zbliżają się, jak oddalają, zależność od oczekiwań rodziców, potrzebę oddzielenia się małżeństwa od swoich rodziców, problemy wynikające z nacisku rodziców na małżeństwo aranżowane. Stawia pytanie, czy miłość jest nakładaniem na siebie więzów, czy dawaniem sobie wolności. Ponadto pokazuje radość z bycia kochanym i kochania kogoś.

## Fabuła
Z Mumbaju do Goa wyrusza autobus z kilkoma parami młodożeńców.

### Zara i Aspi
Zara (Minissha Lamba) i Aspi (Abhay Deol) to para Parsów z Dadar. Spotkali się jeszcze w dzieciństwie. On pośmiewisko kolegów, co rano chowający się po kątach ze strachu przed szkołą. Ona również wyszydzana i popychana przez inne dzieci. Pewnego razu spojrzeli na siebie i w swoich oczach zobaczyli podobieństwo losu i ... miłość. Od tej chwili wszystko zmieniło się. Stali się kimś innym niż myśleli, że są. Ofiary stały się silne sobą, swoim związkiem. Od 16 lat zdumiewają innych swoim dopasowaniem się. We wszystkim zgodni. Promieniujący radością bycia razem. W wodzie. W tańcu. W rozmowie.

### Vicky i Pinky
Vicky z Delhi. Pinky z Pendżabu. Ona (Amisha Patel) – ulubienica ojca, za dużo mówi, za dużo marzy, cieszy się życiem, wieczna optymistka. On (Karan Khanna) – zniecierpliwiony wobec niej, drażliwy, obwinia ją o wszystko. Kryje przed nią jakąś tajemnicę.

### Oscar i Nahid
Oscar Fernandez (Boman Irani). Ponad pięćdziesięcioletni katolik rodem z Goa. I Nahid (Shabana Azmi). To ich drugie małżeństwo. Noszą w sobie mrok dramatu z przeszłości. Oboje kiedyś kogoś stracili. Jej pewnego razu los zabrał sens życia. Jednego dnia w wypadku straciła męża i dwoje dzieci. On, wspólnik jej męża, uratował ją od samobójczej śmierci. Ale nie udało mu się ocalić życia cierpiącej na depresję żonie. Teraz dwoje wdowców szuka w sobie pocieszenia, szansy na nowe życie. On cytuje jej poezje Ghaliba. Ona pomaga mu wczuć się w odrzucającą ich małżeństwo jego dorosłą córkę.

### Shilpa i Hitesh
Ona, Shilpa (Dia Mirza) przymuszona przez rodziców do zaaranżowanego małżeństwa, płacze wsiadając do autobusu wypełnionego młodożeńcami jadącymi w podróż poślubną na Goa. Na postojach zamyka się przed nim w łazience, nie pozwala się dotknąć. On, Hitesh (Ranvir Shorey) z Gudżaratu krzyczy na nią, rozkazuje, ma dość jej ucieczek przed nim. Ona żarliwie modli się o wyzwolenie. I wyzwolenie nadchodzi w postaci... porywającego ją na motocyklu, ukochanego Jignesha (Arjun Rampal).

### Madhu i Bunty
Poznali się przez internet. Oboje zranieni przez kogoś w przeszłości. Ukrywają to przed sobą. Madhu (Sandhya Mridul) – przebojowa, szukająca bliskości, pieszczoty. Bunty (Vikram Chatwal) – nieśmiały, unikający dotyku. Czeka ich bolesna rozmowa, w której będą musieli wyjawić prawdę o sobie.

### Partho i Milly
Para z Bengalu. Partho Sen (Kay Kay Menon), sztywny ponurak spełniający oczekiwania rodziców. I Milly (Raima Sen), zawsze w tradycyjnym sari. Oboje zauroczeni sobą przed ślubem, teraz dali się przekonać rodzicom, że małżeństwo to walka o władzę, to manipulowanie sobą. Potrzebują wyzwolenia od uzależnienia od rodziców, zrozumienia, kim są, od czego od siebie potrzebują.

## MotywyBollywoodu
- Motyw podróży przez Indie, szczególnie autobusem. Również m.in. w filmach Swades, Dil Se, Veer-Zaara, Dil Hai Ki Manta Nahin, Mr. and Mrs. Iyer.
- Motyw spełnionej modlitwy. Bohaterka Shilpa wymodliła sobie ocalenie w postaci porywającego ją ukochanego. Podobne sceny skuteczności modlitwy i tajemniczej interwencji Boga w życie człowieka m.in. w Chup Chup Ke, Coś się dzieje, Gdyby jutra nie było, English Babu Desi Mem, Guddu, Aitraaz, Żona dla zuchwałych i in.
- Motyw homoseksualizmu także w My Brother… Nikhil, a w żartobliwej formie odniesienia w Gdyby jutra nie było, czy Masti.
- Inne filmy, których akcja rozgrywa się między innymi na Goa to Akele Hum Akele Tum, Bride and Prejudice, Dhoom, Dil Chahta Hai, Josh, Kabhi Haan Kabhi Naa, My Brother… Nikhil, Musafir, Shabd, King Uncle, Mujhse Shaadi Karogi.
- Motyw mangalsutry – naszyjnika symbolizującego więź małżeńską (jak w naszej kulturze obrączki). Jedna z bohaterek (Madhu) rozczarowana małżeństwem, w poczuciu zdrady i opuszczenia zerwawszy go wyrzuca w morze. Inna (Milly) broni go przed chuliganami z narażeniem życia. Inne filmy, w których pokazane jest znaczenie mangalsutry to m.in. Hum Dil De Chuke Sanam, Baazigar, Provoked, Taal, Tumko Na Bhool Paayenge, Hulchul czy Dum.
- Motyw próby samobójczej i dokonanego samobójstwa wprowadzony w historii Oscara i Nahid pojawia się m.in. też w Madhoshi,Anjaam, Woh Lamhe, Darr, Zindaggi Rocks, Aitraaz, Gangster czy Hamesha.
- Motyw ingerencji sił z Kosmosu, które dają bohaterom nadzwyczajną moc występuje też m.in. w Koi... Mil Gaya, czy Krrish.
- Motyw wciąż jeszcze dyskusyjnego w Indiach zamążpójścia wdowy pojawia się też m.in. w Deewana, Water, Baabul i in.
- Motyw rozwodu obecny jest też w Zeher, Deszcz, Akele Hum Akele Tum, Hum Tumhare Hain Sanam, Chalte Chalte, czy Więzy miłości. W wymienionych filmach pokazano tragedię takiego wyboru, której należy za wszelką cenę uniknąć, w omawianym filmie rozwód jest omawiany w kategoriach prawa małżonków do niego.
- Ten film w porównaniu z większością bollywoodzkich filmów broniących tradycyjnych wartości chroniących rodzinę jest obroną nowoczesnej idei wolności – symboliczne zrzucenie sari przez bohaterkę, prawo do porzucenia małżonka, prawo do homoseksualizmu, odwrócenie ról (kobieta broniąca w walce fizycznej mężczyzny), motyw narkotyku dającego wyzwolenie, odchodzenie od modelu rodziny wielopokoleniowej zamieszkującej razem z uznanym autorytetem ojca jako głowy domu w kierunku rodziny jednopokoleniowej, rezygnacja z dominującej roli mężczyzny w małżeństwie (kobieta idzie pierwsza przed mężem podczas ślubnej ceremonii okrążania świętego ognia), krytyka decydującej roli starszych w tym też zaaranżowanego małżeństwa. Warto zwrócić uwagę, że film ten wyreżyserowała kobieta – Reema Kagti.

## Obsada
Dia Mirza zastąpiła Shilpa Shetty, bo Shetty chciała pracować z Johnem Abrahamem, który zrezygnował z roli z powodu przedłużenia się zdjęć do Baabul i rolę przejął Arjun Rampal.
| Aktor(ka)        | Rola              |
| ---------------- | ----------------- |
| Abhay Deol       | Aspi / Superman   |
| Minissha Lamba   | Zara / Superwoman |
| Shabana Azmi     | Nahid             |
| Boman Irani      | Oscar Fernandez   |
| Kay Kay Menon    | Partho Sen        |
| Raima Sen        | Milly Sen         |
| Amisha Patel     | Pinky             |
| Karan Khanna     | Vicky             |
| Sandhya Mridul   | Madhu             |
| Vikram Chatwal   | Bunty             |
| Ranvir Shorey    | Hitesh            |
| Dia Mirza        | Shilpa            |
| Arjun Rampal     | gościnnie         |
| Suzanne Bernert  | gościnnie         |
| Darshan Jariwala | Bus Driver        |

## Piosenki
- Sajnaji Vaari Vaari – Sunidhi Chauhan i Shekhar Ravjiani
- Jaane Hai Woh Kahan – Shreya Ghoshal i Shaan
- Albela Albela – Vishal Dadlani i Shankar Mahadevan
- Halke Halke – Neeraj Sridhar
- Pyaar Ki Yeh Kahani – Sunidhi Chauhan i Gayatri Iyer
- Haath Dhore Niye Chalo (Instrumentalny utwór)
- Halke Halke (Remix) – Neeraj Sridhar